# Agathe Mélinand
 (février 2015).
Si vous disposez d'ouvrages ou d'articles de référence ou si vous connaissez des sites web de qualité traitant du thème abordé ici, merci de compléter l'article en donnant les références utiles à sa vérifiabilité et en les liant à la section « Notes et références ».
Agathe Mélinand est une dramaturge, metteuse en scène française, codirectrice, avec Laurent Pelly, du Théâtre national de Toulouse (TNT) du 1er janvier 2008 au 31 décembre 2017.

## Biographie
Agathe Mélinand, est la fille des comédiens Monique Mélinand et Jean Martinelli (sociétaire de la Comédie-Française)
Formée à la Maîtrise de Radio France, Agathe Mélinand devient d’abord comédienne puis, de 1987 à 1994, collabore, dans l’univers du cinéma et de la musique classique, notamment avec Christine Pascal, Daniel Schmid, Werner Herzog et Manoel de Oliveira, pour le Centre de Musique baroque de Versailles et l’Opéra-Comique. Elle a été également organisatrice de nombreuses rétrospectives et expositions dans le domaine du 7e art… Elle a travaillé avec Stéphane Lissner au Printemps du Théâtre à Paris et a été Directrice déléguée à la communication du Forum des Images à Paris.
De 1989 à 1994, elle est codirectrice, avec Laurent Pelly, de la compagnie Le Pélican.
En 1997, elle est nommée directrice artistique adjointe et de la communication du Centre dramatique national des Alpes (CDNA) à Grenoble.
En janvier 2008, Agathe Mélinand est nommée codirectrice, avec Laurent Pelly, du Théâtre national de Toulouse (TNT), jusqu’au 31 décembre 2017.
Depuis 2016, Agathe Mélinand collabore au Monde diplomatique. Articles sur Erik Satie, Aristophane, Jacques Offenbach, Jean-Sébastien Bach, La génération perdue, Hans Christian Andersen, La Comtesse de Ségur,...

## Écriture et adaptations
- 1988 : Quel amour d’enfant ! de la Comtesse de Ségur. Adaptation. Théâtre Gérard-Philipe - Tournée.
- 1993 : La Famille Fenouillard de Christophe. Adaptation. TJA Montreuil - Tournée sur quatre saisons.
- 1997 : Des Héros et des Dieux – Hymnes Homériques. Adaptation. CDNA – Grenoble, Festival d’Avignon, Le Grand Bleu - Tournée.
- 1997 : En caravane d’Elizabeth von Arnim. Adaptation pour la scène. CDNA – Grenoble.
- 1998 : Et Vian ! En avant la zique ! Conception du spectacle. CDNA – Grenoble, Grande Halle de la Villette - Tournée.
- 1999 : La Vie en "roses" ou le bonheur à 17 francs 80 d’après les romans Harlequin. Écriture. Ensatt – Lyon, CDNA – Grenoble Hors les Murs.
- 2000 : C’est pas la vie ? Stop ! Maintenant Étape Revue. Écriture. Bonlieu – Scène nationale d’Annecy, CDNA – Grenoble Hors les Murs.
- 2000 : C’est pas la vie ? Contes actuels et polyphoniques. Écriture de la comédie musicale. Conservatoire, Festival d’Avignon, Cargo, Théâtre des Célestins, CDNA – Grenoble Hors les Murs.
- 2001 : Forever Stendhal. Écriture. CDNA – Grenoble.
- 2001 : Cocinando de Lucia Laragione. Traduction. CDNA – Grenoble.
- 2006 : Les Aventures d’Alice au pays des merveilles de Lewis Carroll. Traduction et adaptation. MC2 – Maison de la culture de Grenoble - Tournée.
- 2007 : Les Malices de Plick et Plock de Christophe. Adaptation. Théâtre de Sartrouville - Tournée.
- 2009 : CAMI – La vie drôle ! Composition d’un spectacle d’après Cami. Théâtre national de Toulouse - Tournée.
- 2009 : Le Menteur de Carlo Goldoni. Traduction. Théâtre national de Toulouse - Tournée.
- 2009 : Monsieur le 6 d’après Sade. Écriture et mise en scène. Théâtre national de Toulouse.
- 2011 : Les Aventures de Sindbad le Marin. Écriture. Théâtre national de Toulouse.
- 2013 : Edgar Allan Poe – Extraordinaires. Adaptation. Théâtre national de Toulouse - Tournée.
- 2014 : L'Oiseau vert[1] de Carlo Gozzi. Traduction. Théâtre national de Toulouse - Tournée.
- 2015 : Masculin Féminin – Variations d'après le film de Jean-Luc Godard. Écriture des variations. Théâtre national de Toulouse - Tournée.
- 2016 : Les Oiseaux[2] d'Aristophane. Traduction. Théâtre national de Toulouse - Tournée.
- 2018 : Harvey de Mary Chase Traduction (MC2:Grenoble, TNP - Villeurbanne 2021)
- 2023 : L'impresario de Smyrne - Scènes de la Vie d'Opéra de Carlo Goldoni Traduction et Adaptation (Le Vila,r Théâtre du Parc- Bruxelles, Athénée, Théâtre de Caen etc)

## Mises en espace et en scène
- 2008 : Les Mensonges de Jean-François Zygel. Mise en espace.
- 2009 : Monsieur le 6 d’après Sade. Écriture et mise en scène. Théâtre national de Toulouse.
- 2010 : Michpoure – Ma famille juive de Jean-François Zygel. Mise en espace.
- 2011 : Short stories de Tennessee Williams. Traduction et réalisation. Théâtre national de Toulouse.
- 2013 : Erik Satie - Mémoires d'un amnésique. Écriture et réalisation. Théâtre national de Toulouse - Tournée.
- 2014 : Histoire de Babar, le petit éléphant de Jean de Brunhoff, musique de Francis Poulenc. Réalisation. Théâtre national de Toulouse - Tournée.
- 2017 : Enfance et adolescence de Jean Santeuil d'après Marcel Proust. Adaptation et réalisation. Théâtre national de Toulouse..
- 2020 : Le petit livre d'Anna Magdalena Bach  MC2:Grenoble et tournée

## Opéras
Dans des mises en scène de Laurent Pelly :
- 1997 : Orphée aux enfers d’Offenbach. Adaptation des dialogues. Opéra de Genève, Opéra de Lyon.
- 1999 : Platée de Jean-Philippe Rameau. Collaboration à la mise en scène. Opéra Garnier.
- 2000 : La Belle Hélène d’Offenbach. Adaptation des dialogues. Théâtre du Châtelet, Festival de Santa Fé, English National Opera. / Victoire de la Musique, Meilleure production lyrique, Prix du Syndicat de la critique
- 2002 : La Périchole d’Offenbach. Adaptation des dialogues. Opéra de Marseille.
- 2003 : Les Contes d’Hoffmann d’Offenbach. Nouvelle version du livret. Opéras de Lausanne, de Marseille et de Lyon.
- 2004 : Ariane à Naxos de Richard Strauss. Collaboration à la mise en scène. Opéra Garnier.
- 2004 : La Grande Duchesse de Gerolstein d’Offenbach. Adaptation et nouveaux dialogues. Ouverture de la MC2, Théâtre du Châtelet.
- 2005 : Le Roi malgré lui d’Emmanuel Chabrier. Nouvelle version du livret. Opéra de Lyon, Opéra Comique.
- 2005 : Trois Opéras en un acte d’Offenbach. Adaptation des livrets. Réduction en un acte de l’opéra-féérie Le voyage dans la lune : Un petit voyage dans la lune. MC2, Opéra de Lyon.
- 2006 : L’Élixir d’amour de Gaetano Donizetti. Collaboration à la mise en scène. Opéra Bastille.
- 2006 : Le Chanteur de Mexico de Francis Lopez. Nouveau livret - Mise en scène Emilio Saji. Théâtre du Châtelet.
- 2007 : La Fille du régiment de Gaetano Donizetti. Adaptation des dialogues. Opéra de Lyon, Théâtre du Capitole de Toulouse, ROH Covent Garden de Londres, MET de NY, Lyceo, San Francisco.
- 2007 : La Vie Parisienne d’Offenbach. Nouveaux dialogues.
- 2010 : Manon de Jules Massenet. Collaboration à la mise en scène. ROH de Londres, Théâtre du Capitole de Toulouse (en 2013).
- 2013 : Jules César. Collaboration à la mise en scène. Opéra Garnier.
- 2014 : L'Étoile d'Emmanuel Chabrier. Adaptation des dialogues. Opéra national d'Amsterdam.
- 2015 : Le Roi Carotte d’Offenbach. Nouvelle version des dialogues et adaptation du livret. Opéra de Lyon. / "Best Rediscovered Work" - International Opera Awards 2016.
- 2016 :  Beatrice et Benedict d’Hector Berlioz. Adaptation des dialogues. Glyndebourne Festival.
- 2018 :  Barbe-Bleue de Jacques Offenbach 2019 - Opéra de Lyon
- 2021 :  Le voyage dans la lune de Jacques Offenbach - Nouvelle version du livret -  2021 - Opéra Comique
- 2022 :  Lakmé de Léo Delibes - Adaptation des dialogues - Opéra Comique
- 2022 :  La Perichole de Jacques Offebach - Nouveaux dialogues - TCE, Opéra de Dijon etc
- 2024 :  La Chauve-Souris de Richard Strauss - Adaptation du livret et des dialogues - Opéra de Lille

Dans d'autres mises en scène :
- 2017 : Le Baron Tzigane de Richard Strauss. Mise en scène Christian Räth - Grand Théâtre de Genève
- 2019 : La damnation de Faust d'Hector Berlioz Mise en scène Richard Jones. Écriture de trois monologues pour Méphistophélès. Glyndebourne Festival 2019.

## Doublage
- 1984 : Gremlins : Kate Beringer (Phoebe Cates)
- 1984 : Conan le Destructeur : Princesse Jehnna (Olivia d'Abo)
- 1985 : Legend : la Princesse Lily (Mia Sara)
- 1985 : Mad Max : Au-delà du dôme du tonnerre : Savannah Nix (Helen Buday)
- 1985 : Mask : Diana Adams (Laura Dern)
- 1986 : Link : Jane Chase (Elisabeth Shue)
- 1986 : Aladdin : Patricia O'Connor (Diamy Spencer)
- 1987 : Neige sur Beverly Hills : Blair (Jami Gertz)
- 1987 : Maurice : Ada Hall (Helena Michell)